# Linguaggio lineare
In informatica teorica un linguaggio lineare è un linguaggio formale generato da una grammatica lineare. L'insieme dei linguaggi lineari è un sottoinsieme di quelli strettamente Context Free e un soprainsieme dei linguaggi regolari. Infatti il linguaggio delle stringhe
palindrome è lineare ma non regolare.